# 新田原古墳群
新田原古墳群（日语：／ Nyurabarukofungun）是位於日本宮崎縣兒湯郡新富町新田和西都市右松的一處古墳群，下轄四處古墳群，日本國史跡。古墳群的建造時期介乎於彌生時代後期（3世紀）至古墳時代後期（6世紀後半），出土文物有埴輪、須惠器、鐵礦、雲珠和石突。

## 概要
古墳群位處一瀨川左岸，海拔70米高的新田原台地，總共有207座大大小小的圓墳、前方後圓墳和方墳。文政7年（1824年）8月，天領右松村（現西都市）的「佐土原領入田村境界同意書」附圖中，記載在入田村（舊新田村，現新富町）與右松村交界，有一座稱為「Setao塚」（セタヲ塚）的古墳，當時的界線，直至現在亦沒有改變，前方部分歸西都市，後圓部分則屬於新富町。1944年11月13日，古墳群指定為日本國史跡。古墳群本身則由新富町，並且由新富町教育委員會進行考古調查。
古墳群的名稱源於史跡指定當時，該處仍然屬於新田村（現新富町）管轄，而在2010年，通過將古墳的分布狀況與建造時期，將古墳群一分為四，東至西分別是塚原古墳群、石船古墳群、山之坊古墳群和祇園原古墳群。
其中，祇園原古墳群內有圓墳138座、前方後圓墳14座、方墳1座和墳形不明的古墳1座，總共154座。另外，在1941年時，由於興建大日本帝國陸軍的飛機場（現航空自衛隊新田原基地），石船古墳群的第42至45號墳被移至大師山公園，並且縮小至5分之一。

## 主要古墳
- 百足塚古墳 - 墳長76.4米，後圓部分直徑32米，前方部分寬43.6米，中間細部寬38米的前方後圓墳[4]。
- 大久保塚古墳
- 彌吾郎塚古墳
- 水神塚古墳
- 機織塚古墳
- 霧島塚古墳